# Goplana (opera)
Goplana – opera w trzech aktach Władysława Żeleńskiego z librettem Ludomiła Germana na podstawie tragedii Juliusza Słowackiego Balladyna. Premiera odbyła się 23 lipca 1896 roku w Krakowie.

## Osoby dramatu
- Balladyna – córka ubogiej wdowy; rozpieszczana i faworyzowana przez matkę; bezwzględnie dążąca do władzy – mezzosopran
- Alina – młodsza siostra Balladyny – sopran
- Kirkor – bogaty książę – tenor
- Grabiec – prosty wieśniak, kochanek Balladyny i obiekt uczuć Goplany. W II akcie zamieniony w wierzbę płaczącą – tenor
- Wdowa – matka Balladyny i Aliny – mezzosopran
- Kostryn – rycerz gwardii przybocznej Kirkora – baryton

## Osoby fantastyczne
- Goplana – leśna bogini, pani jeziora Gopło, zakochana w Grabcu – sopran
- Skierka – oddany sługa Goplany – sopran
- Chochlik – przebiegły i leniwy podwładny Goplany – sopran

oraz
- Chór: służba zamku Kirkora, rycerze Kirkora, duchy leśne

## Treść utworu
Akt I

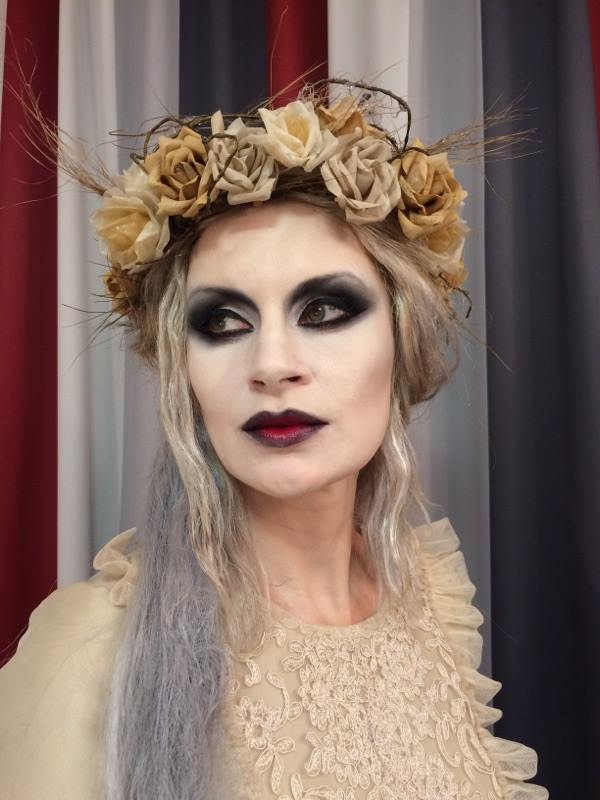
Edyta Piasecka w roli Goplany na deskach Teatru Wielkiego w Warszawie

Nimfa, królowa jeziora Gopła, Goplana, zakochana w kochanku Balladyny, Grabcu, przez swą zazdrość miesza się w ludzkie sprawy i gmatwa ich losy. Do chaty sióstr przyjeżdża bogaty książę Kirkor, wiedziony tam przez sługę Goplany, Skierkę. Goplana ma nadzieję, że Kirkor zakocha się w Balladynie, a wtedy Grabiec zostanie tylko dla niej. Jednak jej sługa, Skierka, sprawia, że książę zakochuje się w obu siostrach.
Akt II
Żeby zdobyć męża, dziewczęta współzawodniczą w zbieraniu malin. Ta z sióstr, która pierwsza zbierze pełny dzbanek, ma wziąć Kirkora za męża. Gdy okazuje się, że Alina wygrywa, Balladyna zabija ją nożem. Jedynym świadkiem tej zbrodni jest Grabiec przemieniony przez Goplanę w płaczącą wierzbę. W domu Balladyna tłumaczy nieobecność swej siostry tym, iż Alina uciekła z kochankiem. O zbrodni przypomina Balladynie krwawa plama na czole, nie dająca się zmyć, oraz dręczące ją koszmary i wyrzuty sumienia.
Akt III
Balladyna zostaje królową. Do pałacu wkracza wdowa, matka Balladyny, oślepiona piorunem, skarżąc się na swoją córkę, która wyparła się swojej matki i wygnała ją z zamku w trakcie burzy. Nie chce jednak zdradzić imienia córki i umiera na torturach. To właśnie Balladyna–królowa jest wyrodną córką. Balladyna ponownie orzeka karę śmierci. Ten potrójny wyrok na Balladynie wymierza bóg – Perun – uderzając piorunem i zabijając złą królową.

## Muzyka
Największymi zaletami opery Żeleńskiego są inwencja melodyczna i barwna orkiestracja. Według Witolda Rudzińskiego właśnie „pierwiastki liryczne stanowią największy walor Goplany”.
W zakresie melodyki blisko Żeleńskiemu do liryki Stanisława Moniuszki, zaś w zakresie instrumentacji kompozytor czerpał z dokonań Richarda Wagnera, wykraczając niekiedy w stronę rodzącego się ówcześnie impresjonizmu (obrazowa Intrada, przemiana Grabca w wierzbę płaczącą).
Goplana rozpisana jest na następujący skład:
Instrumenty dęte drewniane:
3 flety w tym 1 flet piccolo
2 oboje
1 rożek angielski
2 klarnety
1 klarnet basowy
2 fagoty
1 kontrafagot
Instrumenty dęte blaszane
4 waltornie
3 trąbki
2 puzony tenorowe (i jeden puzon basowy)
1 tuba
harfa
Perkusja
dzwonki chromatyczne (Glockenspiel)
kotły
talerze perkusyjne (piatti a due, oraz piatto sospeso)
triangiel
gong tam-tam
werbel
Instrumenty smyczkowe
I skrzypce
II skrzypce
altówki
wiolonczele
kontrabasy

## Odbiór Goplany przez krytykę muzyczną XIX i XX wieku

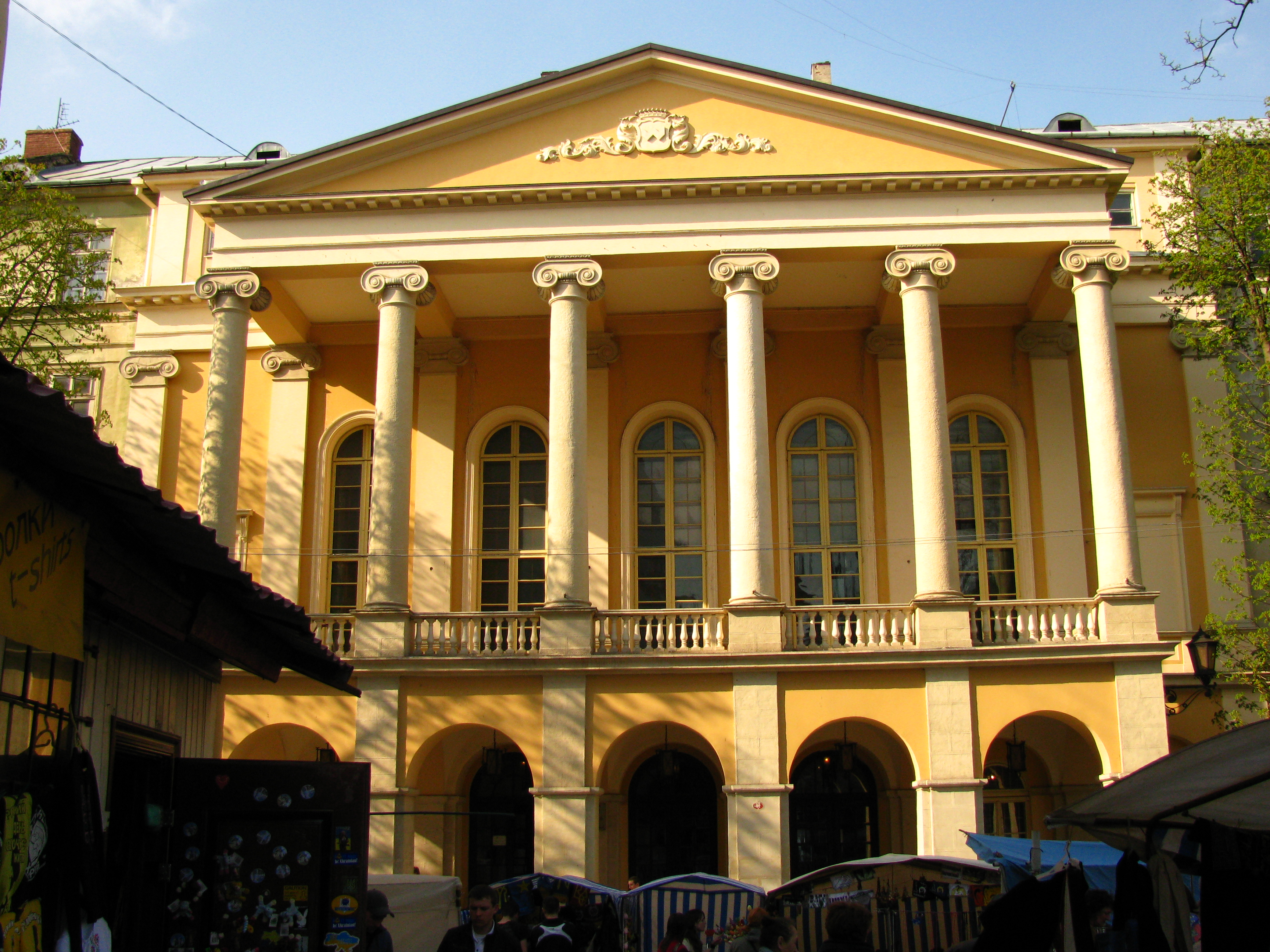
Teatr Skarbkowski (dziś Teatr Dramatyczny im. M. Zańkoweckiej), miejsce lwowskiej premiery „Goplany”

Premiera Goplany wzbudziła ogólny zachwyt krytyki. Lwowski recenzent, Seweryn Berson, po zaprezentowaniu opery w tym mieście w roku 1897, pisał: „Wszystko w Goplanie jest obmyślane i uzasadnione, nie ma przypadkowości, każdy zwrot ma związek z całością, z której wypływa.” Po premierze warszawskiej (1898), krytyk „Echa Muzycznego, Teatralnego i Artystycznego”, M. M. Biernacki napisał: „Dzieło to każe się uwielbiać i podziwiać. Podziwiamy w nim wszystko: świetną technikę, znakomite ansamble, wytworne formy, instrumentację, wszędy doskonale brzmiącą, bez sadzenia się na tanie efekty.”. Mimo tak entuzjastycznych recenzji, autor jedynej monografii Żeleńskiego, Zdzisław Jachimecki uznał, że „nie oddają ani w małej części sprawiedliwości dziełu Żeleńskiego”.
Wznowienie Goplany miało miejsce w Warszawie w roku 1949, choć należy również odnotować wystawienie semi-sceniczne tej opery w Studiu Koncertowym Polskiego Radia im. Witolda Lutosławskiego w 2000 r. (Dorota Radomska – Goplana, Marcin Bronikowski – von Kostryn, Krzysztof Szmyt – Grabiec, Adam Zdunikowski – Kirkor, Urszula Kryger – Balladyna, Polska Orkiestra Radiowa, Polski Chór Kameralny (Ryszard Zimak – przygotowanie chóru), dyrygował Andrzej Straszyński).

## Goplana w Teatrze Wielkim i operowy Oscar dla "Dzieła odkrytego na nowo"
Ostatnia premiera odbyła się 21 października 2016 w Teatrze Wielkim-Operze Narodowej dzieło wystawiono w inscenizacji Janusza Wiśniewskiego, pod muzyczną dyrekcja Grzegorza Nowaka. Tytułową partię Goplany śpiewała Edyta Piasecka.  
Udział wzięli: Karolina Sołomin (Skierka), Anna Bernacka (Chochlik), Katarzyna Trylnik (Alina), Wioletta Chodowicz (Balladyna), Małgorzata Walewska (Wdowa), Arnold Rutkowski (Kirkor), Rafał Bartmiński (Grabiec), Mariusz Godlewski (Kostryn), Jan Żądło (Halabardnik), Remy Lamping (Taniec). 
Przedstawienie z 3 listopada 2016 było transmitowane przez Opera Platform. 
Przedstawienie zdobyło "Operowego Oscara" - International Opera Awards w kategorii "Dzieło odkryte na nowo". International Opera Awards w kategorii "Dzieło odkryte na nowo".
Jak dotąd opera Goplana nie doczekała się rejestracji fonograficznej.